# Dvoračky
Dvoračky – schronisko w zachodniej części czeskich Karkonoszy na wysokości 1140 m n.p.m. na południowym stoku Lysej Hory. Jest dostępne z wielu kierunków.

## Warunki
Schronisko dysponuje 40 miejscami noclegowymi w 7 pokojach. Dostępna restauracja, bufet dla gości stałych i turystów.

## Historia
Dvoračky to stara buda pasterska powstała w roku 1707. Spłonęła w roku 1893; pogorzelisko kupił hrabia Harrach i wybudował tam gospodę. Schronisko stało się szybko popularne, a w roku 1902 by lo bazą dla mistrzostw Czechosłowacji w narciarstwie. W pamiątkowej księdze schroniska jest wpis prezydenta Edwarda Benesza z roku 1945. Obok schroniska przechodzi jedna z najstarszych dróg karkonoskich, zwana Czeską, znana już w X w.
Obok wybudowano hotel Štumpovka.

## Turystyka

„Nieme znaki” do schroniska

- z wsi Rezek przez Vlčí hřeben lub z zachodniego stoku Szrenicy
- z Rokytnicy nad Jizerou
- z Harrachova
- ze Szpindlerowego Młyna lub z Labskej boudy